# Радивоје Митровић (протојереј-ставрофор)
Радивоје Митровић (Медошевац, 27. јул 1946) био је свештеник у Вранићу од 26. октобра 1969. године до пензионисања 1. новембра 2009. године.

## Биографија
Рођен је у Медошевцу код Лазаревца, од оца Драгослава и мајке Катарине. Школовао се у Београду. Завршио је Српску православну богословију Светог Саве и Православни богословски факултет 1982. године. Исте године апсолвирао је на Филозофском факултету, на Одељењу за историју.
Рукоположен је и постављен за свештеника у Вранићу 26. октобра 1969. године. Чин протојереја-ставрофора добио је 2002. године а 2009. године је одликован правом ношења напрсног крста, од стране епископа шумадијског Господина Јована.
Више пута је одликован од друштвених и културних институција општине Барајево: Плакетом за лични допринос оснивању црквене ризнице у Вранићу, Сребрним печатом Правитељствујушчег совјета српског, Плакетом Центра за културу Барајево и Захвалницом Удружења потомака ратника од 1912—1918. године.

### Допринос духовном и културном животу Вранића
Захваљујући великом труду, знању и посвећености Радивоја Митровића, Вранић је добио јединствени црквени комплекс који представља сведочанство о његовој целокупној култури и историји. У периоду од 1987. до 1995. године, подигао је зграду за репрезантативну црквену ризницу у којој се налазе Спомен музеј, архива и библиотека. Црква Светог Илије у Вранићу је живописана 1974. године, објекат је обновљен а порта ограђена и осветљена. Постарао се да се у порту пренесу Кућа породице Матић из Вранића, из прве половине 19. века и зграде традиционалног српског градитељства, које представљају својеврсно етно село. Покренуо је и обнову вранићке Цркве брвнаре.
Више година је био вероучитељ у школама у Вранић, Мељаку и Барајеву. Сарађивао је са црквеним и јавним гласилима. У часопису српске православне епархије шумадијске „Каленић”, објавио је значајан рад "Света тајна крштења".